# فهرست قلعه‌های صلیبی
این فهرست قلعه‌هایی در شرق دریای مدیترانه و خاورمیانه است که طی جنگ‌های صلیبی ساخته یا تصرف شدند.

## دولت‌های صلیبی

دولت‌های صلیبی در سال ۱۱۳۵

### موقعیت جغرافیایی در نقشه امروزی
- پادشاهی قبرس: جزیره قبرس (شمال و جنوب)
- کنت‌نشین ادسا: جنوب‌شرق ترکیه
- شاهزاده‌نشین انطاکیه: شمال‌غرب سوریه و جنوب ترکیه
- کنت‌نشین تریپولی: شمال لبنان و شمال‌غرب سوریه
- پادشاهی اورشلیم
  - ارباب‌نشین صیدا: مرکز لبنان
  - شاهزاده‌نشین جلیل: شمال اسرائیل و جنوب لبنان و جنوب‌غرب سوریه
  - کنت‌نشین یافا و اشکلون: جنوب اسرائیل، شرق مصر
  - ارباب‌نشین ماورای اردن: جنوب‌غرب اردن

## قلعه‌های صلیبی

### قبرس

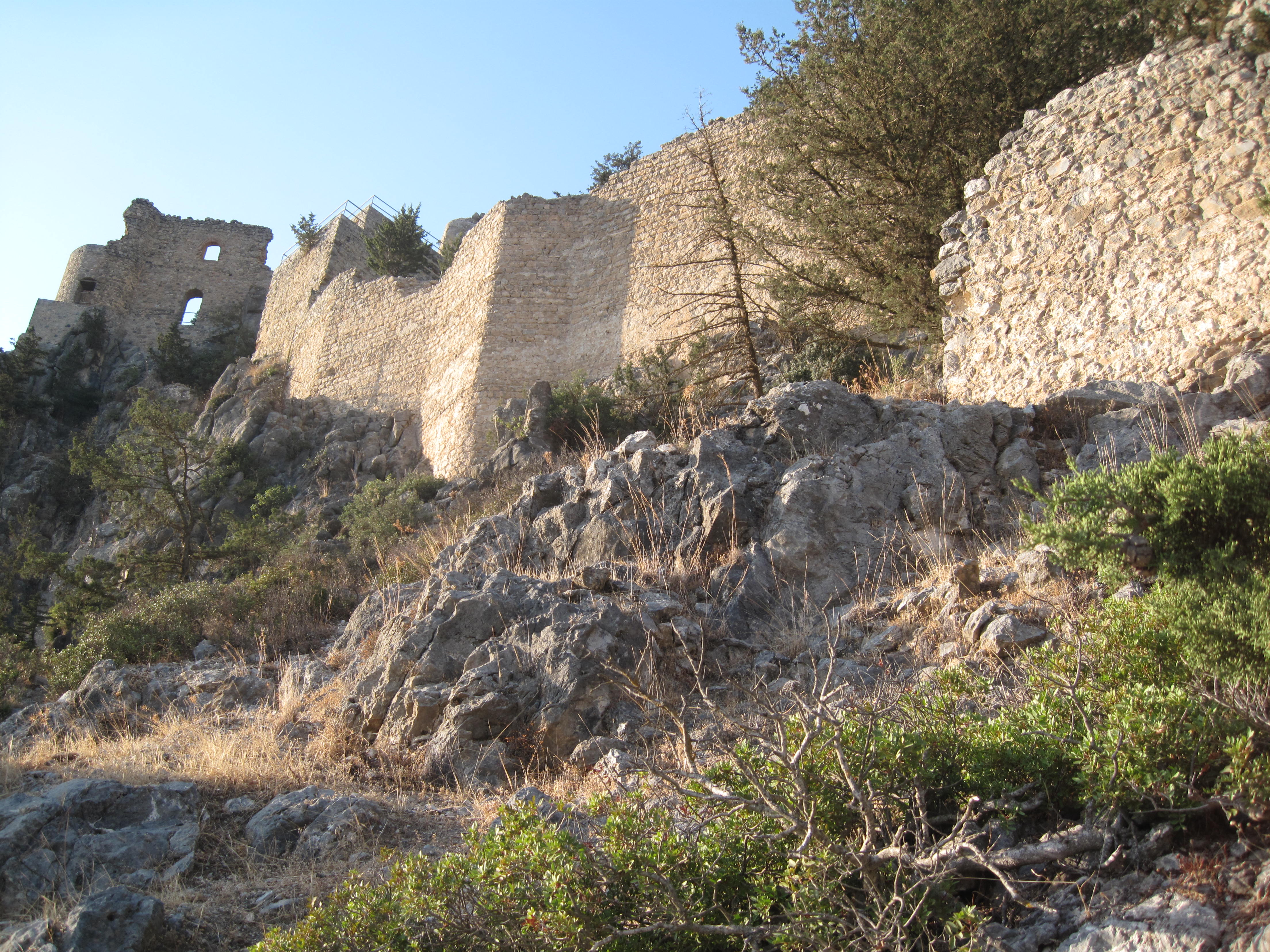
قلعه بوفاونتو

- قلعه بوفاونتو
- قلعه اتلو
- قلعه کانتارا
- قلعه کولوسی
- قلعه کایرنیا
- قلعه لارناکا
- قلعه لیماسول
- قلعه پافوس
- قلعه سنت هیلاریون

### مصر
- ایل دو گری

### یونان
- کاخ فرمانده ارشد شوالیه‌های رودس
- قلعه پلاتامون
- قلعه کاستلوریزو
- قلعه خالکی
- قلعه کس
- قلعه آمفیسا
- قلعه جزیره لروس
- قلعه‌های کورفو

### اسرائیل

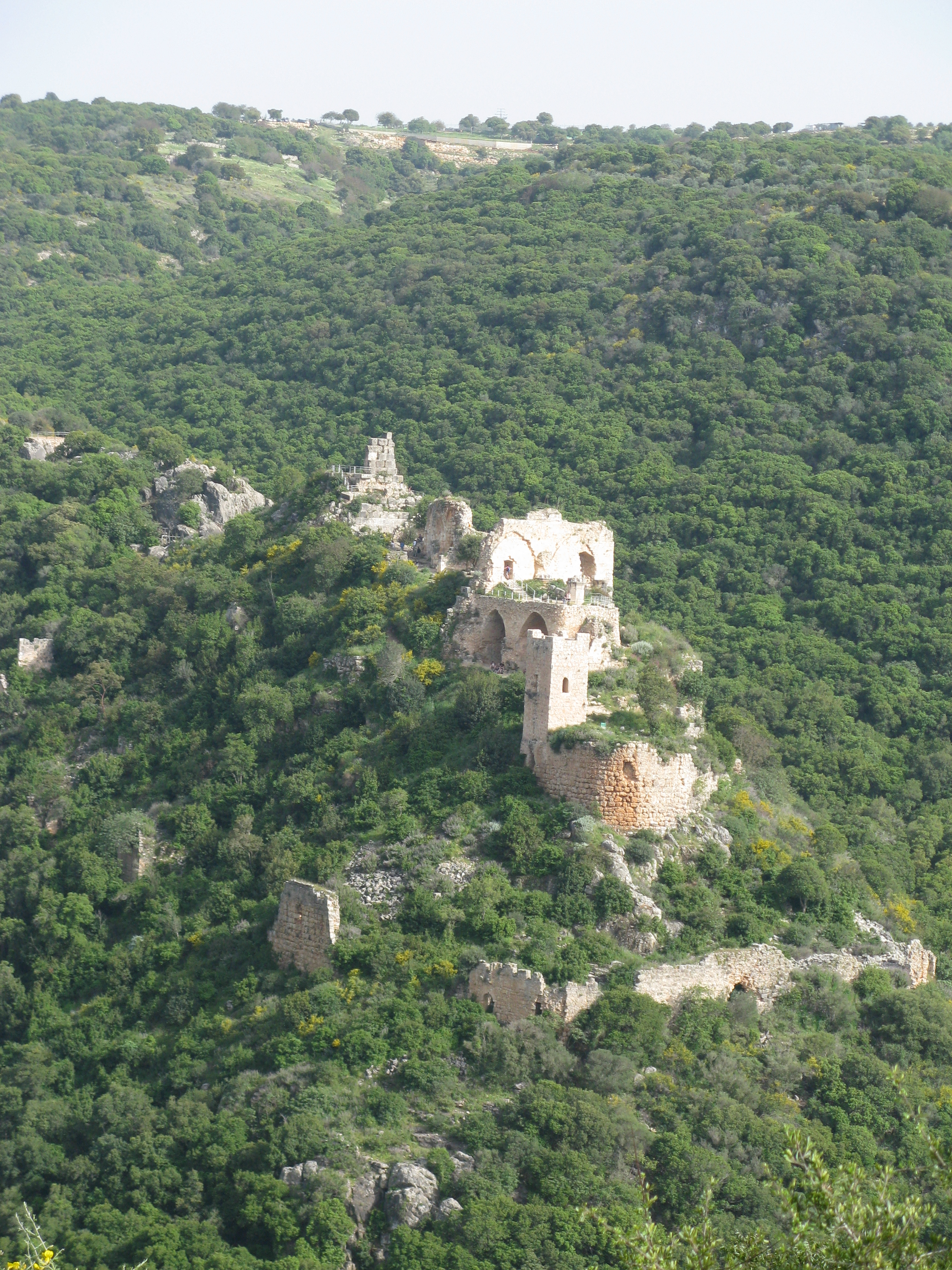
قلعه مونتفورت

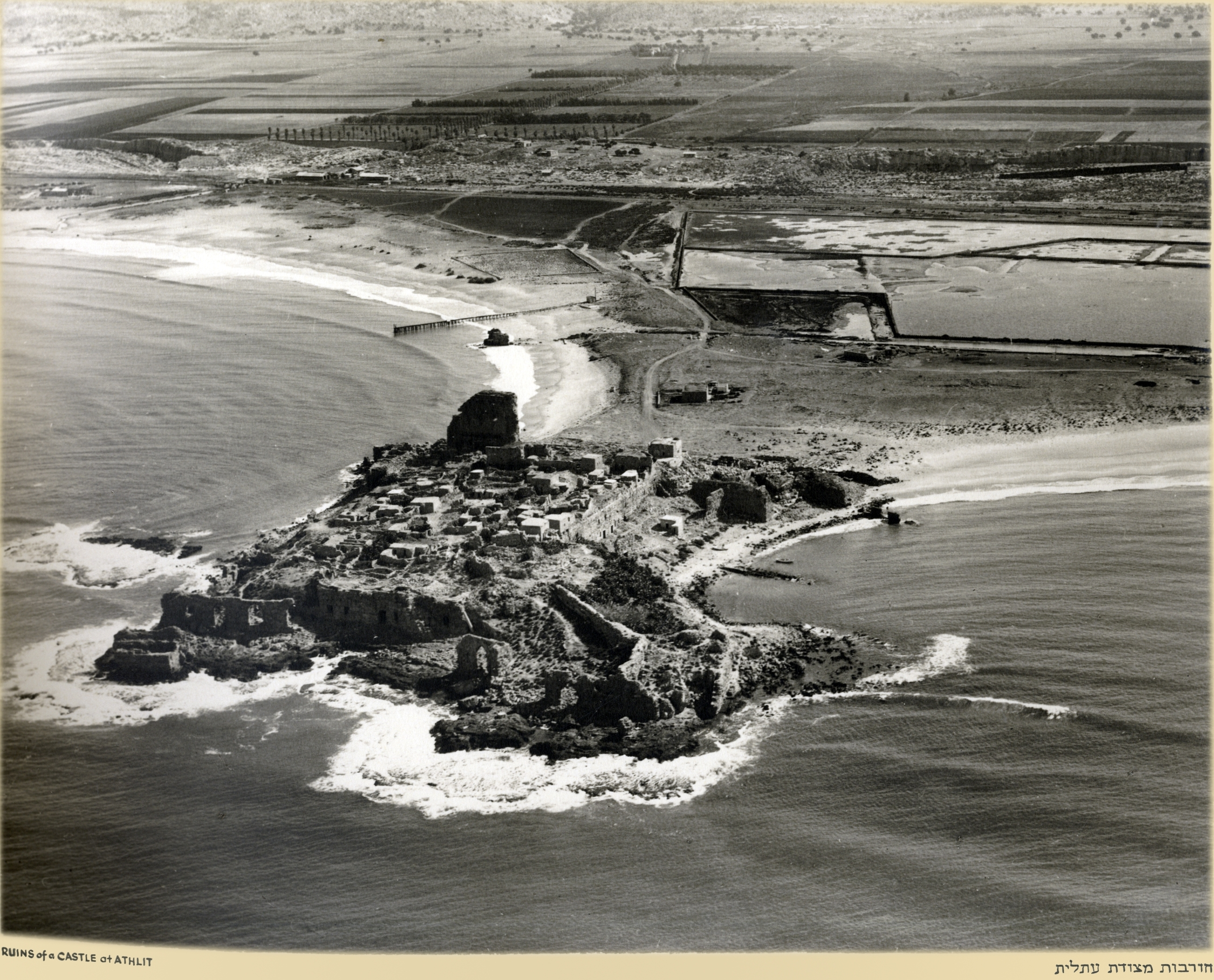
شاتو پلرین (عثلیث)

- قلعه آرسوف
- قلعه اشکلون
- قلعه بانیاس
- برج داوود
- قلعه بیت‌شئان
- قلعه رمله
- قلعه طبریه
- قلعه عکا
- قلعه ابلین
- قلعه قلنسوه
- قلعه قیصریه
- قلعه مونتفورت
- قلعه یافا
- تورون د شوالیه
- شاتو پلرین (عثلیث)
- شاتوله (مخاضه یعقوب)
- قلعه آکوآ بلا (عین حمد امروزی)
- قلعه بث گبلین
- قلعه بلانش گارد (تل الصافی)
- قلعه بلمونت (صوبا)

- قلعه بلویر
- قلعه بیت عطاب
- قلعه بِلوار (کوکب)
- قلعه سفوریس (صفریه)
- قلعه صفد
- قلعه فوربلت
- قلعه قاقون
- قلعه قوله
- قلعه قیمون
- قلعه کافارلت (کفر لام)
- قلعه مرله
- قلعه میرابل
- قلعه یودین
- کاسال ایمبرت
- کاسال د پلان
- کاستلوم آرنالدی
- کاستلوم بروآرت
- کاستلوم بلیسموم
- کاستلوم راجری لانگوباردی
- کاستلوم رگیس
- کاستلوم نووم

### اردن

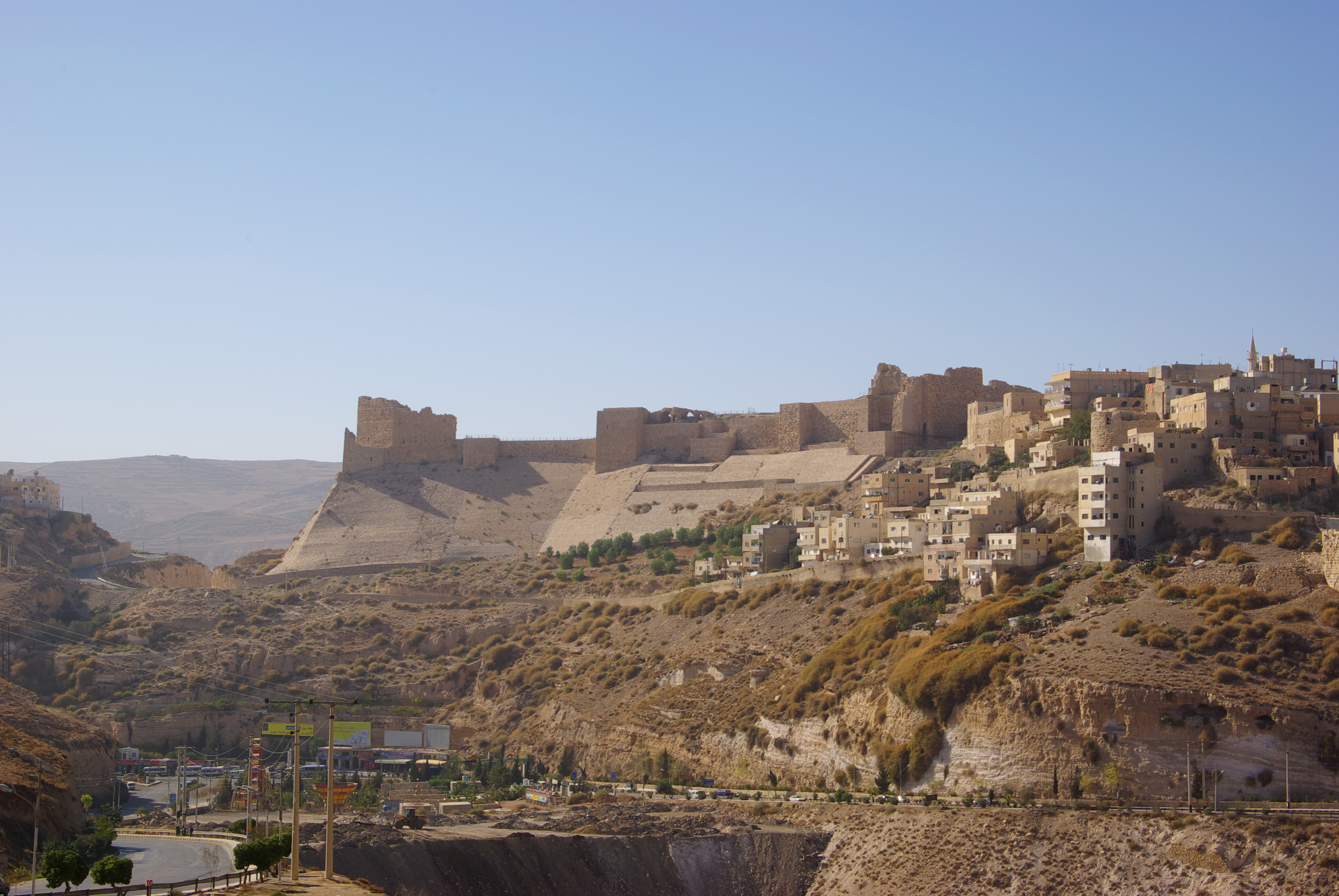
قلعه کرک در ماورای اردن

- قلعه عجلون
- قلعه کرک
- قلعه مونتریال
- قلعه طفیله
- قلعه وعیره

### لبنان
- قلعه عرقه
- قلعه بترون
- قلعه بوفورت (شقیف یا شقیف ارنون)
- قلعه بیروت
- قلعه بیبلوس (جبیل)
- دژ ریموند سن‌ژیل

- قلعه جبل عکار
- قلعه قلیعات
- قلعه مسیلحه
- قلعه نفین

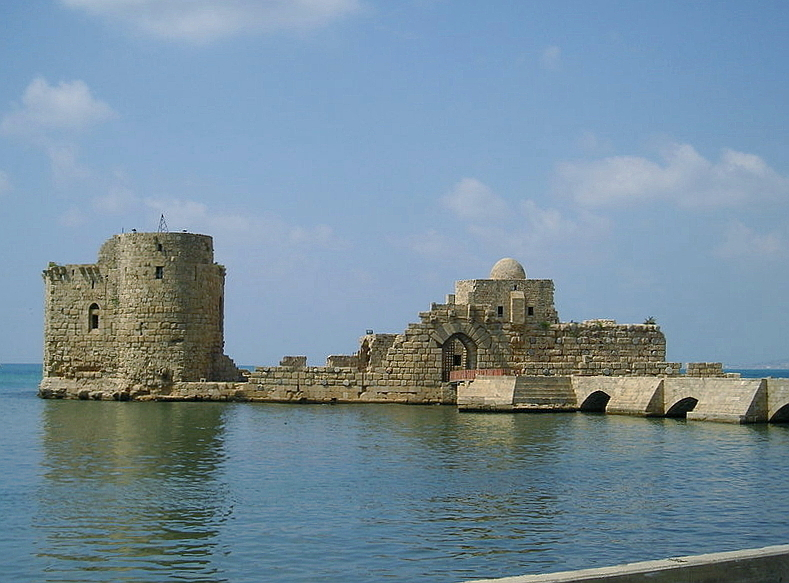
قلعه دریایی صیدا

- قلعه سنت لوئی (معز یا صیدا البریه)
- قلعه دریایی صیدا
- قلعه تورون

### فلسطین
- کستروم سانکتی هلیه (قلعه الیاس)
- چیسترنا روبه‌آ

### سوریه

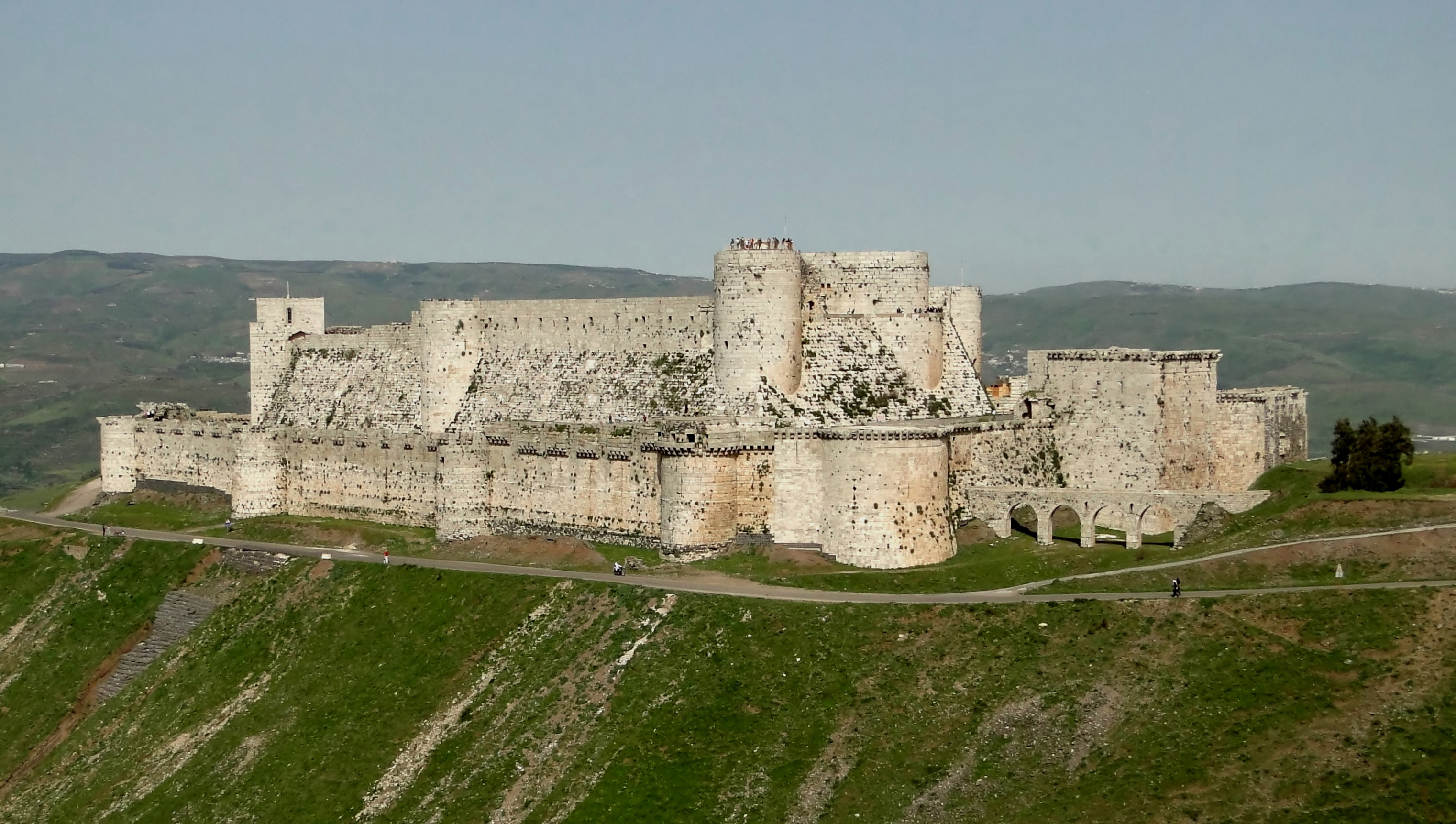
قلعه حصن‌الاکراد

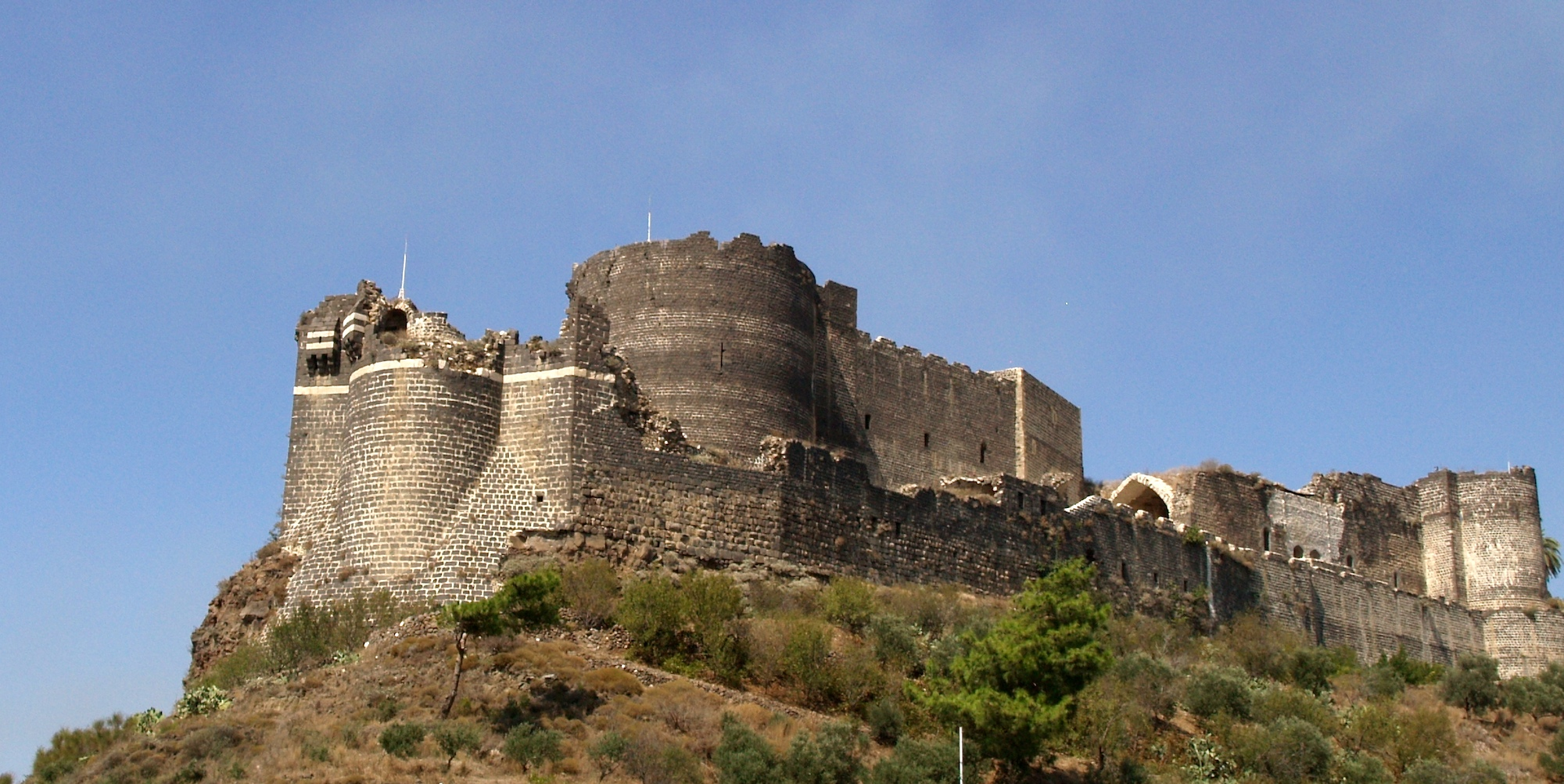
قلعه مرقب

- قلعه عدیمه

- قلعه عمریه
- قلعه بانیاس
- قلعه برزیه (میرزا)
- قلعه برزیه
- شاستل بلان (برج صافیتا)
- قلعه یحمور
- قلعه شهسواران (حصن‌الاکراد)
- قلعه مرقیه
- قلعه المرقب

- قلعه مصیاف
- قلعه مونتفراند
- قلعه قدموس
- قلعه ارواد
- قلعه صلاح‌الدین ایوبی
- قلعه سرمدا
- قلعه طرطوس

### ترکیه

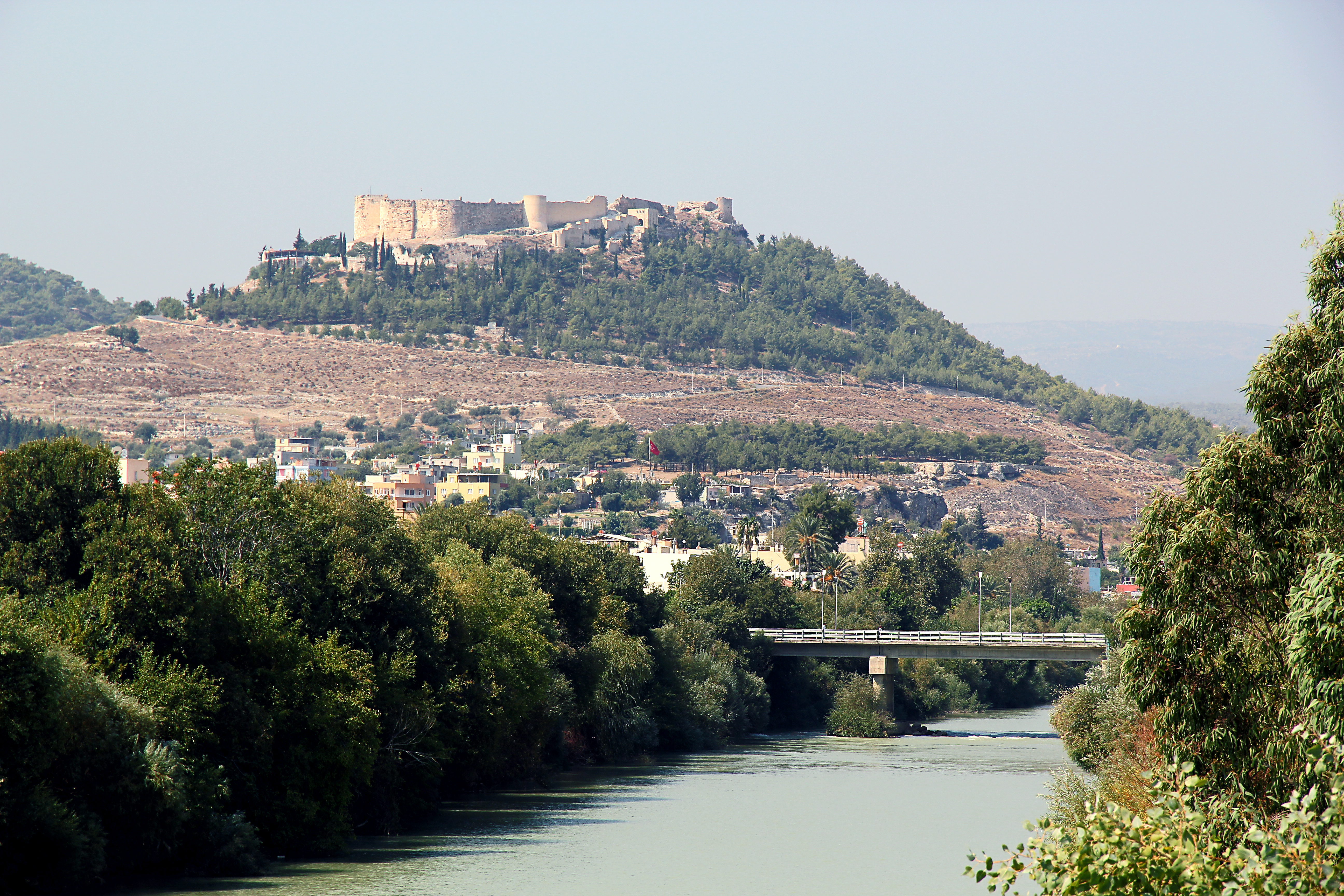
قلعه سیلیفکه

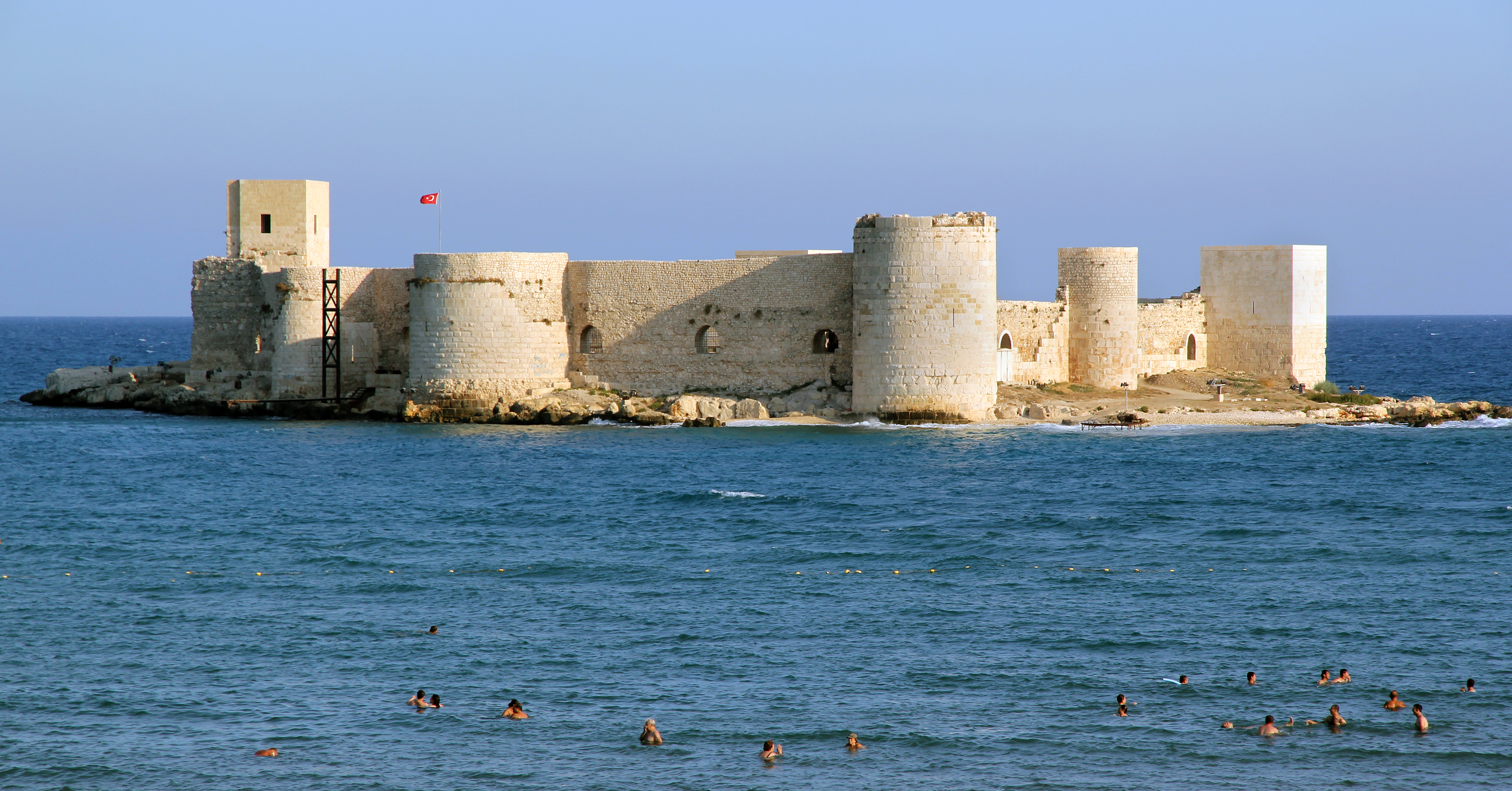
قلعه کوریکوس

- قلعه انورزا
- قلعه انطاکیه
- قلعه عامودا
- قلعه سلجوق
- قلعه بغراس
- قلعه کوز
- قلعه گبن
- قلعه دوزیچی
- قلعه کوریکوس
- قلعه نامرون (لمپرون)
- روم‌قلعه
- قلعه ساوراند

- قلعه سیلیفکه
- قلعه تجه
- قلعه توکمار
- توپراق‌قلعه
- قلعه دوم‌لو
- قلعه گودوبش (یاکا)